# Шух, Карл
Карл Эдуард Шух (нем.Carl Schuch; 30 сентября 1846, Вена – 13 сентября 1903, там же)
– австрийский живописец реалистического направления, представитель венского модернизма.

## Биография

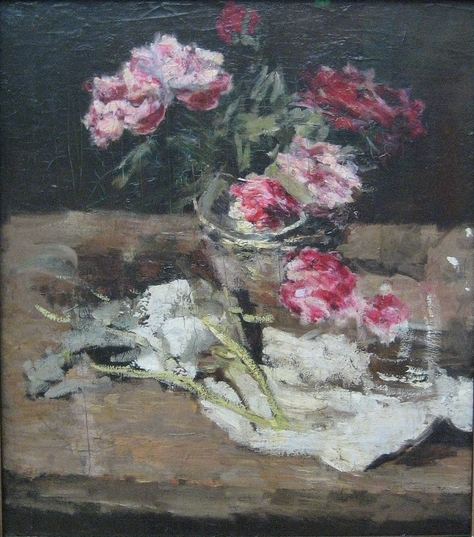
Пионы

Родился в богатой семье. Его жизнь была омрачена трагедиями, болезнями и ранней смертью. Из-за туберкулёза умерли родители, затем последовала смерть его единственной сестры Полины ( 1869). Её смерть заставила Карла скитаться по Европе. В 1880 году у него диагностировали венерическое заболевание.
С 1865 по 1867 год учился пейзажной живописи у академика Людвига Галауса в Венской академии живописи. Среди его ранних работ — этюды голов, которые, по его словам, он хотел нарисовать «как натюрморты, тон за тоном, без эмоций». В 1882–1894 годах жил в Париже, где на него большое впечатление произвели работы Моне, Клод|Клода Моне]], которого он называл «Рембрандтом пленэрной живописи».
Сформировался в Мюнхене под влиянием Лейбля и Трюбнера. 
Известен своими пейзажами и особенно натюрмортами, замечательными по богатству тона и изяществу живописной фактуры. Его картины можно увидеть ныне во многих немецких музеях, два натюрморта в Дрезденской галерее, пейзажи и многое другое в Берлинской галерее и т. д., большая коллекция его работ в Государственной галерее в Вене. 
Работы его наиболее полно представлены в Музее нового искусства в Вене.

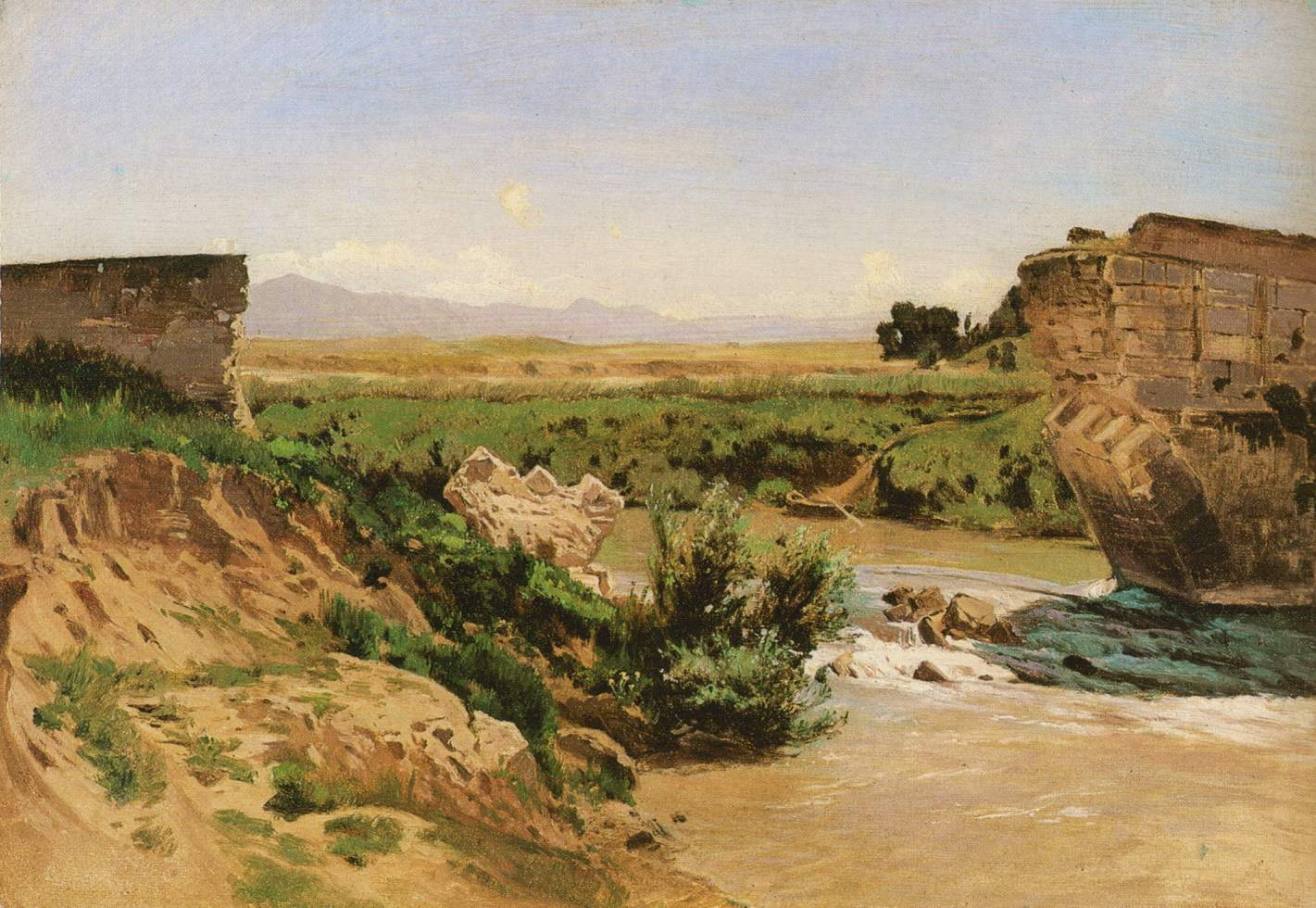
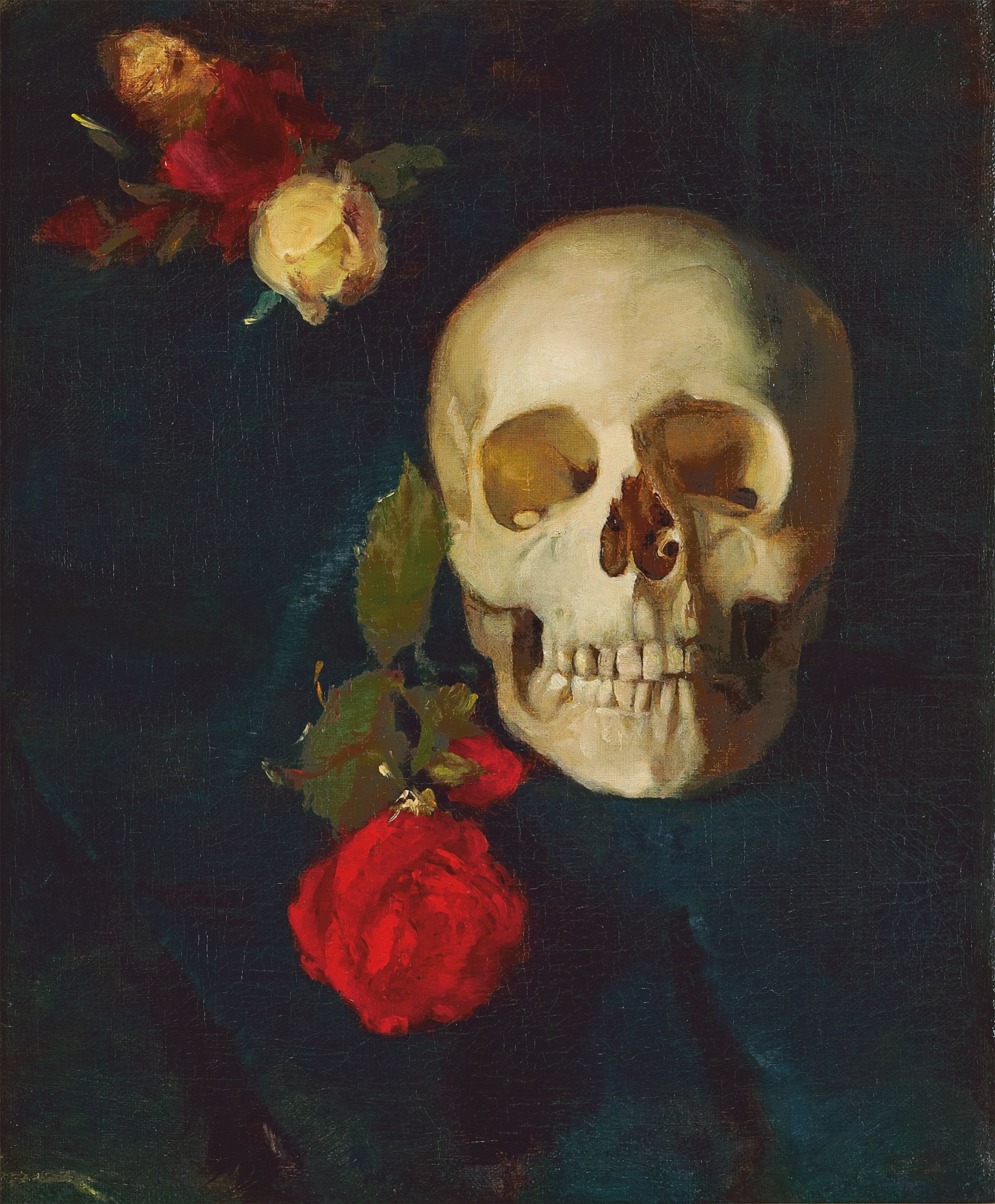
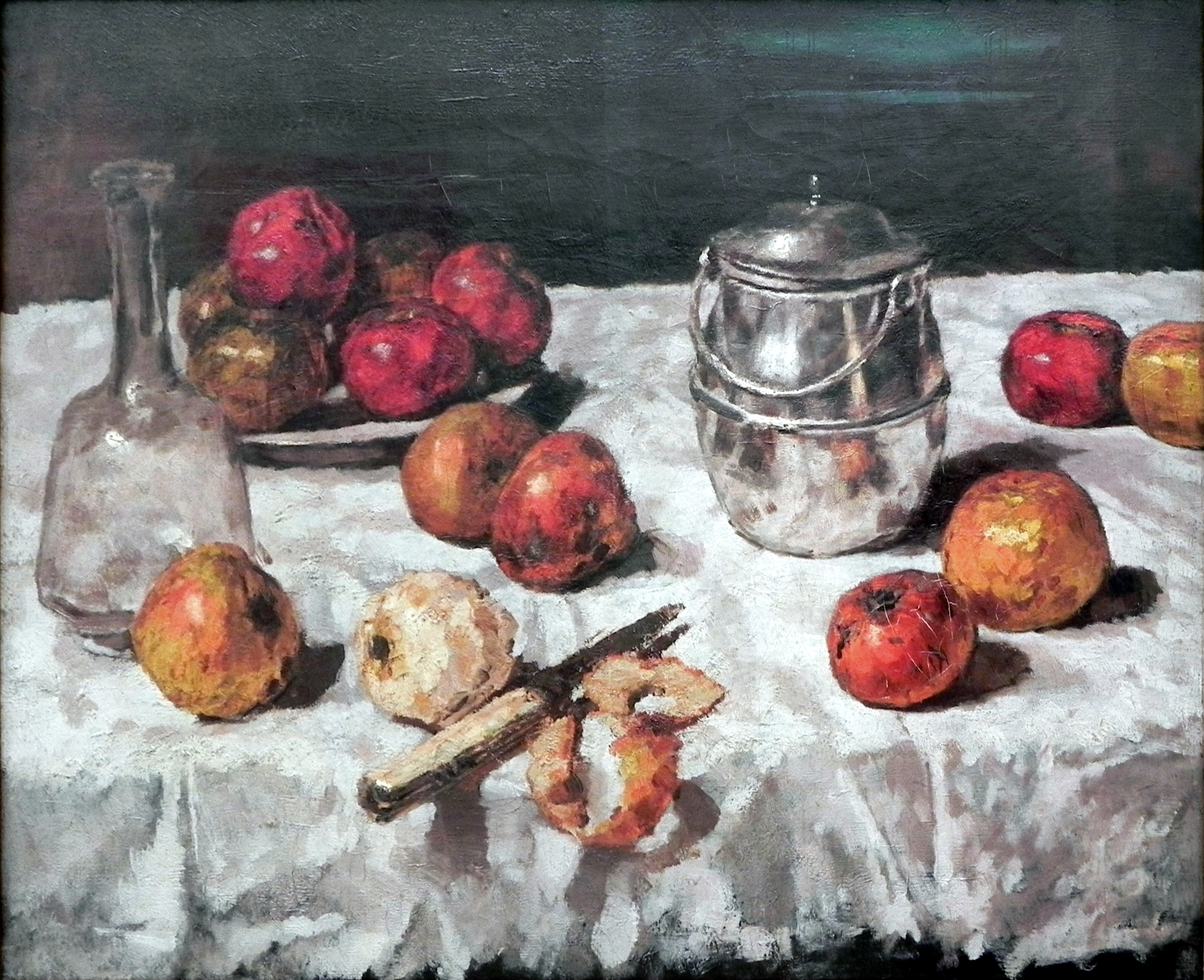
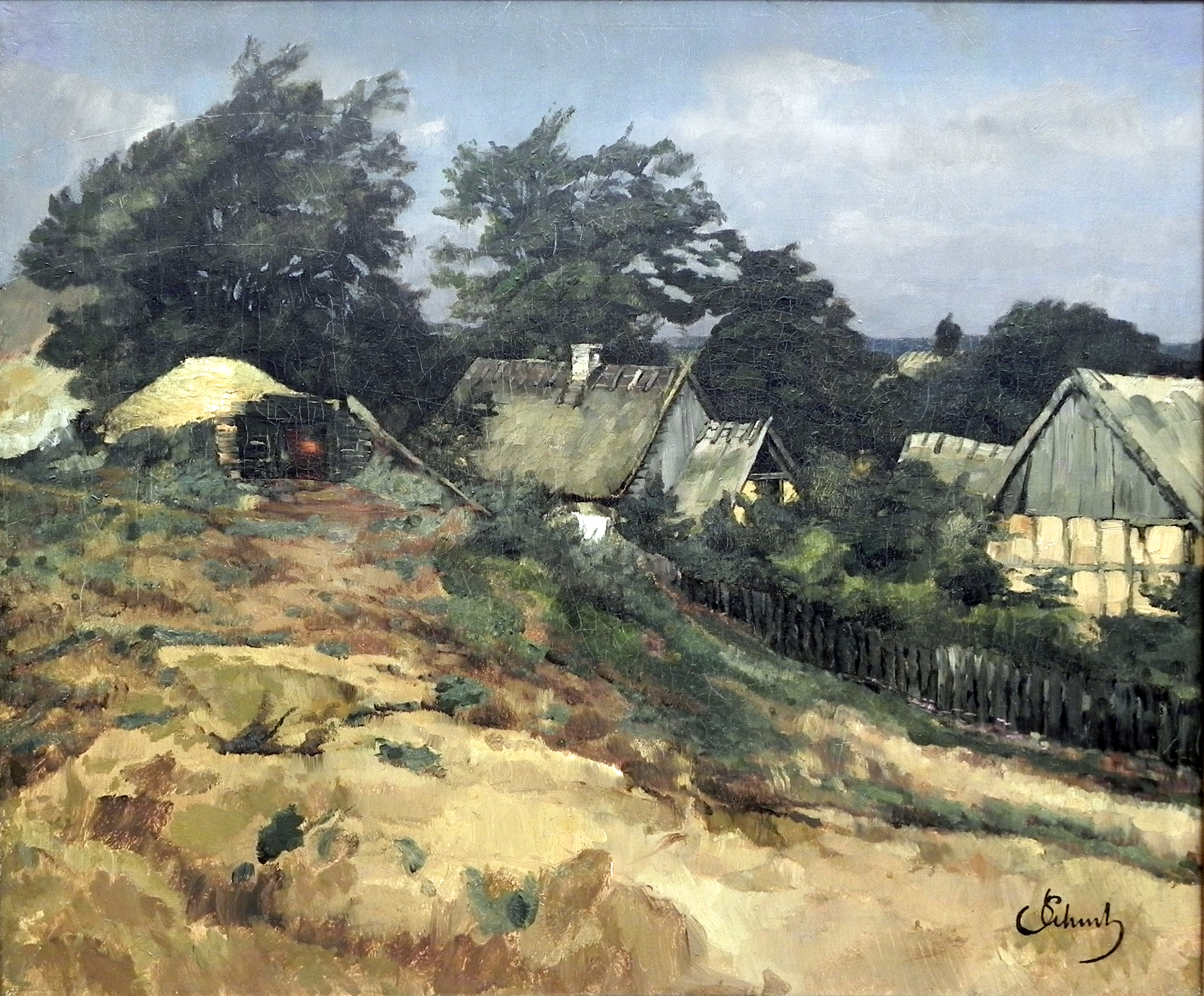

## Источник
Шух, Карл // Большая советская энциклопедия : [в 66 т.] / гл. ред.  О. Ю. Шмидт. — 1-е изд. — М. : Советская энциклопедия, 1926—1947.